# Liste der Staatsoberhäupter der Vereinigten Arabischen Emirate
Die nachfolgende Liste enthält alle Staatsoberhäupter und stellvertretenden Staatsoberhäupter der Vereinigten Arabischen Emirate in chronologischer Reihenfolge seit der Unabhängigkeit von Großbritannien am 2. Dezember 1971. Das Staatsoberhaupt bzw. stellvertretende Staatsoberhaupt der Vereinigten Arabischen Emirate trägt die Amtsbezeichnung Präsident bzw. Vizepräsident.
Der Präsident und der Vizepräsident werden alle fünf Jahre durch den Obersten Herrscherrat, den Federal Supreme Council, dessen Mitglieder die amtierenden Emire der sieben Emirate Abu Dhabi, Adschman, Dubai, Fudschaira, Ra’s al-Chaima, Schardscha und Umm al-Qaiwain sind, neu gewählt. Wählbar wären de jure alle Mitglieder, de facto wird jedoch stets der amtierende Emir von Abu Dhabi zum Präsidenten und der amtierende Emir von Dubai zum Vizepräsidenten gewählt.
Derzeitiger Präsident ist Scheich Muhammad bin Zayid Al Nahyan.

## Staatsoberhäupter der Vereinigten Arabischen Emirate

### Übersicht
| Nr. | Bild | Name                                                                                                 | Emirat    | Amtsbezeichnung | Amtsantritt      | Amtsende             | Amtsdauer  |
| --- | ---- | --- | --------- | --------------- | ---------------- | -------------------- | ---------- |
| 1   |      | Scheich Zayid bin Sultan Al Nahyan الشيخ زايد بن سلطان آل نهيان * 6. Mai 1918 † 2. November 2004     | Abu Dhabi | Präsident       | 2. Dezember 1971 | 2. November 2004 (†) | 12024 Tage |
| –   |      | Scheich Maktum bin Raschid Al Maktum الشيخ مكتوم بن راشد آل مكتوم * 15. August 1943 † 4. Januar 2006 | Dubai     | Vizepräsident   | 2. November 2004 | 3. November 2004     | 1 Tag      |
| 2   |      | Scheich Chalifa bin Zayid Al Nahyan الشيخ خليفة بن زايد آل نهيان * 25. Januar 1948 † 13. Mai 2022    | Abu Dhabi | Präsident       | 3. November 2004 | 13. Mai 2022         | 7444 Tage  |
| –   |      | Scheich Muhammad bin Raschid Al Maktum محمد بن راشد آل مكتوم * 15. Juli 1949                         | Dubai     | Vizepräsident   | 13. Mai 2022     | 14. Mai 2022         | 1 Tag      |
| 3   |      | Scheich Muhammad bin Zayid Al Nahyan محمد بن زايد بن سلطان آل نهيان * 11. März 1961                  | Abu Dhabi | Präsident       | 14. Mai 2022     | amtierend            | 1043 Tage  |

## Stellvertretende Staatsoberhäupter der Vereinigten Arabischen Emirate

### Übersicht
| Nr.    | Bild   | Name                                                                                                 | Emirat | Amtsbezeichnung | Amtsantritt      | Amtsende            | Amtsdauer |
| ------ | ------ | --- | ------ | --------------- | ---------------- | ------------------- | --------- |
| 1      |        | Scheich Raschid bin Said Al Maktum الشيخ راشد بن سعيد آل مكتوم * 11. Juni 1912 † 7. Oktober 1990     | Dubai  | Vizepräsident   | 2. Dezember 1971 | 7. Oktober 1990 (†) | 6884 Tage |
| 2      |        | Scheich Maktum bin Raschid Al Maktum الشيخ مكتوم بن راشد آل مكتوم * 15. August 1943 † 4. Januar 2006 | Dubai  | Vizepräsident   | 7. Oktober 1990  | 4. Januar 2006 (†)  | 5568 Tage |
| Vakanz | Vakanz | Vakanz                                                                                               | Vakanz | Vakanz          | 4. Januar 2006   | 11. Februar 2006    | 38 Tage   |
| 3      |        | Scheich Muhammad bin Raschid Al Maktum الشيخ محمد بن راشد آل مكتوم * 15. Juli 1949                   | Dubai  | Vizepräsident   | 11. Februar 2006 | amtierend           | 6979 Tage |